# Barakaldo
Barakaldo en basque ou Baracaldo en espagnol, (anciennement San Vicente de Baracaldo) est une commune de Biscaye dans la communauté autonome du Pays basque en Espagne. Le nom officiel de la ville est Barakaldo.
Elle est située dans la banlieue de Bilbao, au Pays basque. Sa population dépasse les 100 000 habitants.
C'est la ville où se situe le parc des expositions de Bilbao, le BEC! (Bilbao exposition Center), qui jouxte un important centre d'affaires et la plus grande zone commerciale du nord de l'Espagne.
Elle a organisé à quatre reprises la Coupe d'Europe du 10 000 mètres (10 000 m en athlétisme).

## Toponymie
Selon Manuel Azcárraga, le nom de Barakaldo proviendrait des mots Baratz (jardin en Basque) et Alde (zone en Basque). Barakaldo signifierait donc Zone de potagers. Le nom de Baratzalde aurait changé phonétiquement au fil du temps jusqu'à devenir l'actuel Barakaldo.[réf. nécessaire]
Il existe des théories qui tendent à d'autres origines. On croit ainsi que la première partie (Bara) provient d'Ibarra signifiant vallée, qui par dégénération a pu perdre son i initial. En ce qui concerne la seconde partie (kaldo), selon cette théorie, soit une déformation du mot galdua (perdu en Basque). Par conséquent, Barakaldo signifierait Ibar galdua, donc la vallée perdue. Carlos de la Plaza était d'accord pour indiquer que Barre proviendrait de ibar, et - aldo d'alde, mais il ajoutait en outre le lexema kai (quai en Basque) en l'interprétant comme « quai de la zone de la vallée ». L'auteur local Carlos Ibañez rejette cette interprétation, en alléguant que dans la rive gauche de l’Ibaizabal, à la hauteur de Barakaldo il n'y a pas de quais à l'époque précédent l'apparition du nom. Pour sa part, Ibáñez signale une possible relation entre le nom de Barakaldo et les mots barakulloa, barakulua ou barekukuilo signifiant escargot.
Par accord de la séance plénière de la mairie on a changé le nom de la municipalité de Baracaldo en Barakaldo. Ce changement a été officiel par résolution du 21 mai 1986, du Directeur du Secrétariat Général Technique du Gouvernement du Pays basque, publié dans le BOPV du 2 juin de la même année.
Le gentilé de Barakaldo est baracaldés et baracaldesa (es), barakaldar(ra) (eu), bien que le terme incorrect de « barakaldotarra » soit le plus utilisé. Barakaldo est connu comme la localité manufacturière pour les nombreuses usines qui s'y trouvent depuis longtemps et dont on a nommé les habitants en "los fabriles".

## Situation
Barakaldo se trouve dans la comarque du Grand Bilbao, sur la rive gauche de la rivière du Nervion, de tendance urbaine et industrielle. Ensuite on montre les limites politiques de la municipalité :
| Sestao             | Sestao               | Erandio           |
| Sestao et Trapagan | Barakaldo            | Erandio et Bilbao |
| Gueñes             | Alonsotegi et Gueñes | Bilbao            |

Ces limites sont dues aux rivières et montagnes de la zone correspondant pour partie à Barakaldo et de l'autre à la localité par laquelle elle est délimitée. Les limites géographiques de la municipalité :
| Nord-Ouest: la rivière Castaños et celui de Galindo | Nord: la rivière Galindo | Nord-est: la rivière Nervion                  |
| Ouest: le rio Castaños                              |                          | Est: la rivière Nervion et la rivière Kadagua |
| Sud-Ouest: la Sierra Sasiburu                       | Sud: la Sierra Sasiburu  | Sud-Est: la rivière Kadagua                   |

## Hydrographie
Quatre rivières arrosent le territoire de Barakaldo, frontière naturelle avec la majorité des municipalités limitrophes :
- Castaños, qui, descendant de la montagne Sasiburu et du quartier de Regate, après avoir repris les eaux du Granada, est uni au Galindo.
- Galindo qui débouche sur la ria du Nervion dans le quartier de Desierto.
- Kadagua, qui, de Burgos, marque la limite avec Bilbao et débouche sur la ria du Nervion à Burceña.
- Nervion, qui traverse la municipalité par les quartiers Desierto, Luchana et Burceña.

## Orographie

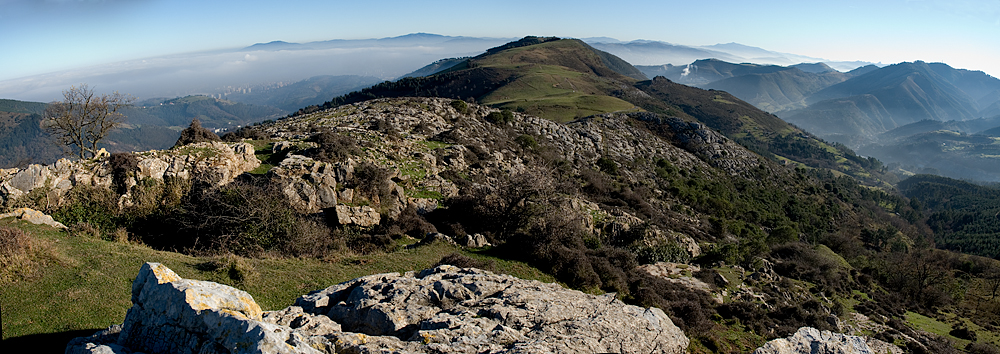
Cime du Sasiburu.

Son relief est relativement ondulé, avec des montagnes de faible altitude, parmi lesquels il faut souligner le Pic Argalario (513 m), l'Arroletza (456 m), ainsi que Peñas Blancas (462 m), Apuko (560 m), Burzako (443 m) et Sasiburu (390 mètres). Ce dernier est aussi le nom donné à l'ensemble ou chaine sauf l'Argalario.

## Histoire

### Origines
Les auteurs s'accordent pour dire que les débuts de l'histoire de Barakaldo se situent dans les activités de guerre des Cantabres et leurs luttes contre les Romains ainsi que contre les tribus voisines. Pline l'Ancien situait la région des neuf villes des Cantabres à l'ouest du Nervion (possible frontière naturelle entre la région cantabrique et les Autrigons), dans laquelle pourrait être inclus Barakaldo, arrosée par la rivière sur sa rive gauche dans une zone très proche de son embouchure.
Lope García de Salazar écrit dans son livre Las Bienandanzas et Fortunas : « la tierra de Varacaldo es de antigüedad de tiempo ynmemorial ». Toutefois, le premier document connu qui fasse référence à Barakaldo date de 1051 : il s'agit de la lettre de donation du Monastère d'Axpe de Busturia à San Millán de la Cogolla par les comtes de Biscaye Don Iñigo et Doña Toda. Par cette lettre, on mentionne le Seigneur Lope Velázquez (Blázquez dans quelques textes), qui portait le titre de Señor de Barakaldo.
La date et les données précises de la fondation de l'elizate de Barakaldo, se sont perdus dans la nuit des temps. Le premier noyau de l'importante population a dû se former à l'embouchure de la rivière Galindo comme base d'un centre de production commerciale et portuaire d'activité extraordinaire. Ce noyau, qui ne disposait pas de plus de 50 maisons, s'est transformé en elizate en établissant l'organisation ecclésiastique du territoire, après l'évangélisation du pays, organisation qui avait sa base dans les juridictions respectives des couvents juridiques romains.

### Moyen Âge
Barakaldo était, au XIIIe siècle, un village agricole, mais surtout, étant donné sa situation privilégiée proche de la zone minière de Triano et des rivières Kadagua, Castaños et Galindo, pouvait permettre l'expédition par terre et par mer des produits miniers qui étaient obtenus dans cette zone. En outre, ces rivières servaient pour la tâche de lavage au temps des forges. Comme il réunissait les conditions appropriées, alors que les villages voisins ne pouvaient pas se consacrer à cette activité, ll'expédition du minerai de la zone passait par Barakaldo, d'où l'existence de beaucoup de moulins et de forges dans la zone du Regato et dans celle d'Irauregi.
Quand, durant l'année 1300, on a promulgué la lettre-peuple de Bilbao, le commerce barakaldais a subi un préjudice, favorisant celui de la capitale, Bilbao, et quand on a promulgué celle de Portugalete, vingt-deux années plus tard, on a encore amélioré les droits de la capitale au détriment des elizates. En outre, Barakaldo a continué à faire face à Bilbao pour des raisons économiques et commerciales, bien qu'il soit certain qu'elle ne pouvait pas la concurrencer. Les gens se sont efforcés pour obtenir de maintenir leurs positions dans la zone. On peut voir ici la naissance de la tradition industrielle et commerciale qu'avait l'elizate avec sa vallée rendue célèbre, en atteignant un important degré de développement. Vers le milieu du XIIIe siècle, on fonde l'elizate de San Vicente, précisément en 1340, par Don Sancho López de Barakaldo, Don Lope Gonzalo de Zorroza et Don Galindo Retuerto, en troisièmes partie, en détachant celle de Santa María d'Erandio sans doute pour causes de danger de débordement du bras de mer par temps d'orages.
Dans la troisième période du XIVe siècle, en 1366, Barakaldo se détache de la comarque des Enkarterri (à laquelle elle appartenait par son lien à la Vallée de Somorrostro) et, par privilège du comte Don Tello de Trastamara, est incorporée à la mérindade d'Uribe. Elle a abandonné la juridiction propre de celle-ci et a opté pour celle de Biscaye, en faisant partie de la seigneurie, cessant d'être conseil et naissant comme elizate.

### Ère moderne
Lorsque débute le développement industriel en Biscaye, les forges commencent à avoir une grande importance, et celles de Barakaldo raffinaient le minerai de fer extrait de la zone de Triano (las Minas de Somorrostro étaient très importantes). Mais les envies et les conflits commerciaux ont affecté récemment Barakaldo, non seulement avec Bilbao et les villes en faisaient partie mais aussi avec les conseils de San Salvador del Valle, de Santurtzi et Sestao (qui formaient le groupe appelé des Tres Concejos), et qui s'opposaient à cette exploitation. À la fin, ne sont restés à Barakaldo que les travaux de chargement et déchargement des minéraux.
Si au début, l'industrie minière a provoqué l'arrivée de gens de toutes parts, très tôt, l'industrialisation progressive a fait que le centre de gravité de l'immigration s'est transféré vers la zone de Barakaldo. Le processus d'urbanisation est égal à celui de l'industrialisation, et celui-ci commence vers le milieu du XIXe siècle. Juan E. Delmas, en 1864, en se référant à Barakaldo, nous donne un témoignage de trois usines. La première, propriété des seigneurs Mwinckel y Arregui y Cía, la seconde est celle d'Agate Deuna (Santa Águeda), et la troisième des seigneurs Ibarra y Cía. L'usine de Nuestra Señora du Carmen, que les Ibarra placent au confluent de la rivière Galindo avec la Ria de Bilbao, a été le principal fondement de l'industrie sidérurgique de la province. En 1882, les sociétés fusionnent, hauts-fourneaux et fabrique de fer et d'acier de Bilbao avec la lberia et La Vizcaya, constituant la société de Altos Hornos de Vizcaya (hauts-fourneaux de Biscaye) (AHV), qui atteindra le sommet de l'économie industrielle espagnole.

### XXesiècle

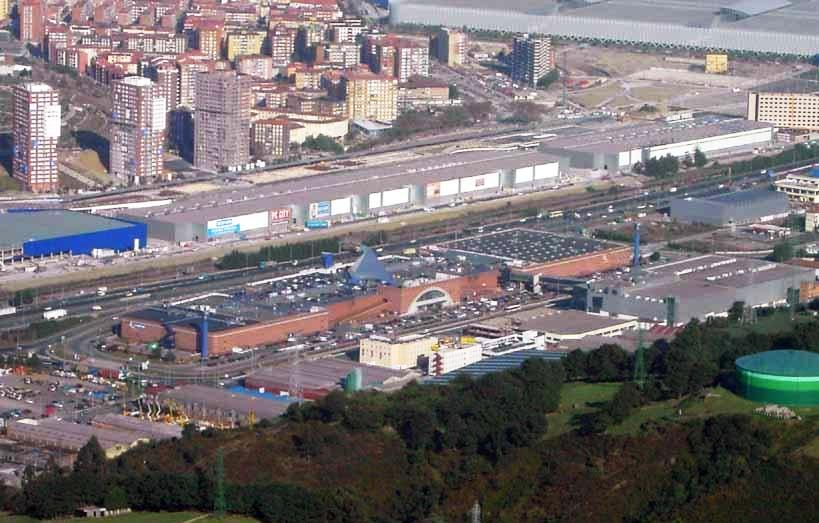
Centre commercial et parc commercial de l'entreprise Arcona Iberica.

Le partage des espaces urbains a été pensé en rapport avec les nouvelles circonstances industrielles, et la couleur grise et le désordre urbain, signes d'identité des centres industriels au niveau européen, ont envahi la ville. Son importance économique a provoqué la floraison d'un important secteur de services, non seulement le commerce, mais des centres commerciaux, banques, assurances… se sont installés à Barakaldo, coexistant avec les grands et les petits.

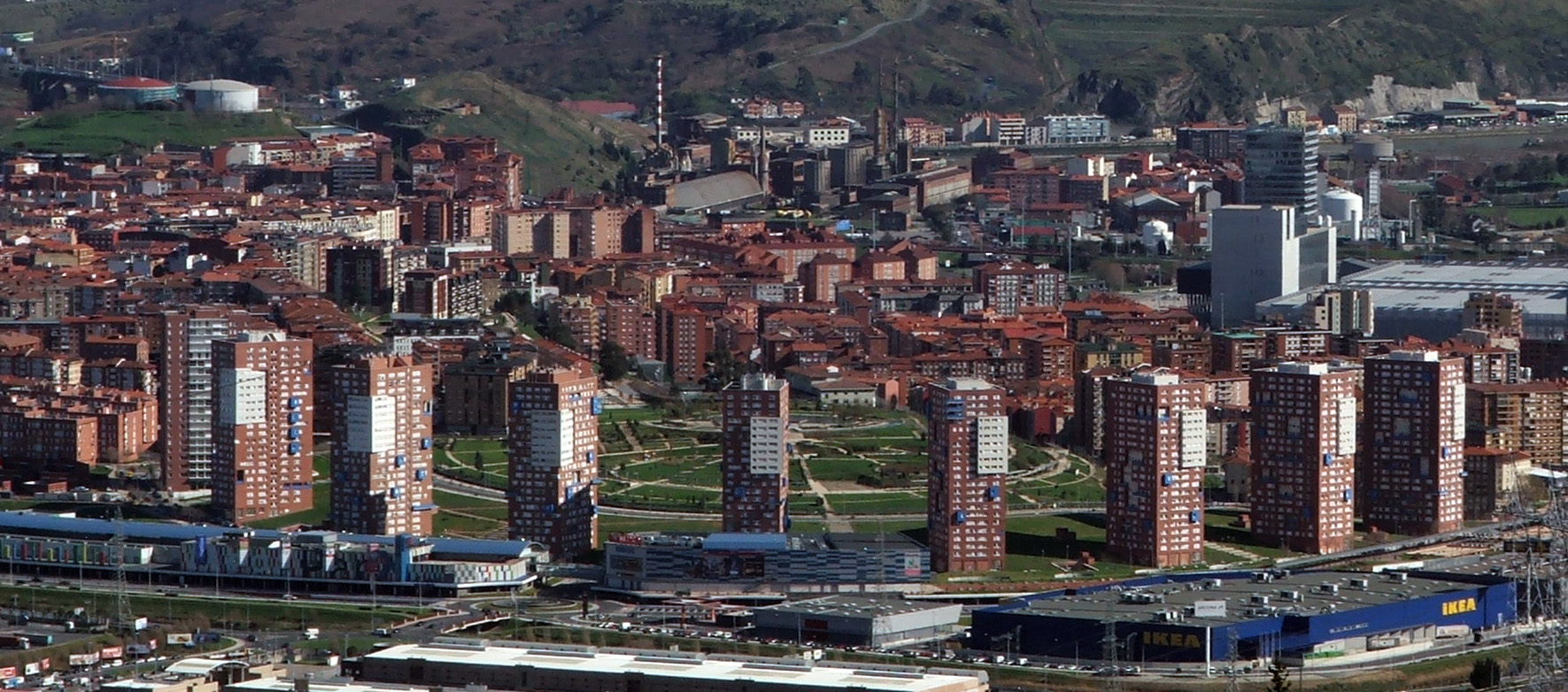
MegaPark Barakaldo au quartier de San Vicente de Barakaldo.

Déjà, dans les années 1970, Barakaldo a cessé d'être un point de référence industrielle, puisque la grande industrie commençait son déclin avec la fermeture des hauts-fourneaux de Biscaye et cette diminution de l'activité a été un coup dur pour ceux qui concevaient la vie depuis et pour le travail. En effondrant la base économique, à la suite de la crise industrielle, on produit une importante perte d'emploi, ainsi qu'un nombre important de préretraités et retraités avec un pouvoir d'achat, mais qui constituent un secteur non productif. En même temps les jeunes ne peuvent pas accéder au monde du travail : la génération des années 1960, du baby-boom est dans l'impossibilité d'accès au travail, avec la femme qui souhaite aussi l'incorporation a ce monde du travail. C'est ici que naît une nouvelle résurgence économique, avec de nouvelles activités qui remplacent les précédentes. En cette époque de crise postindustrielle (summum en 1970, 1980 et débuts 1990) il convient de souligner le processus de création de nouvelles localités en Biscaye en raison de l'indépendance de quartiers périphériques des grandes municipalités puisqu'ils se sentaient étrangers aux plans de redressement. Barakaldo n'a pas été étranger à ce phénomène et le quartier d’Alonsotegui, auquel il était uni depuis la fin du XIXe siècle, a obtenu son indépendance durant l'année 1990, le quartier d’Irauregui, qui depuis ses débuts a appartenu à Barakaldo, s'est émancipé pour s'associer à Alonsotegui en 1991.

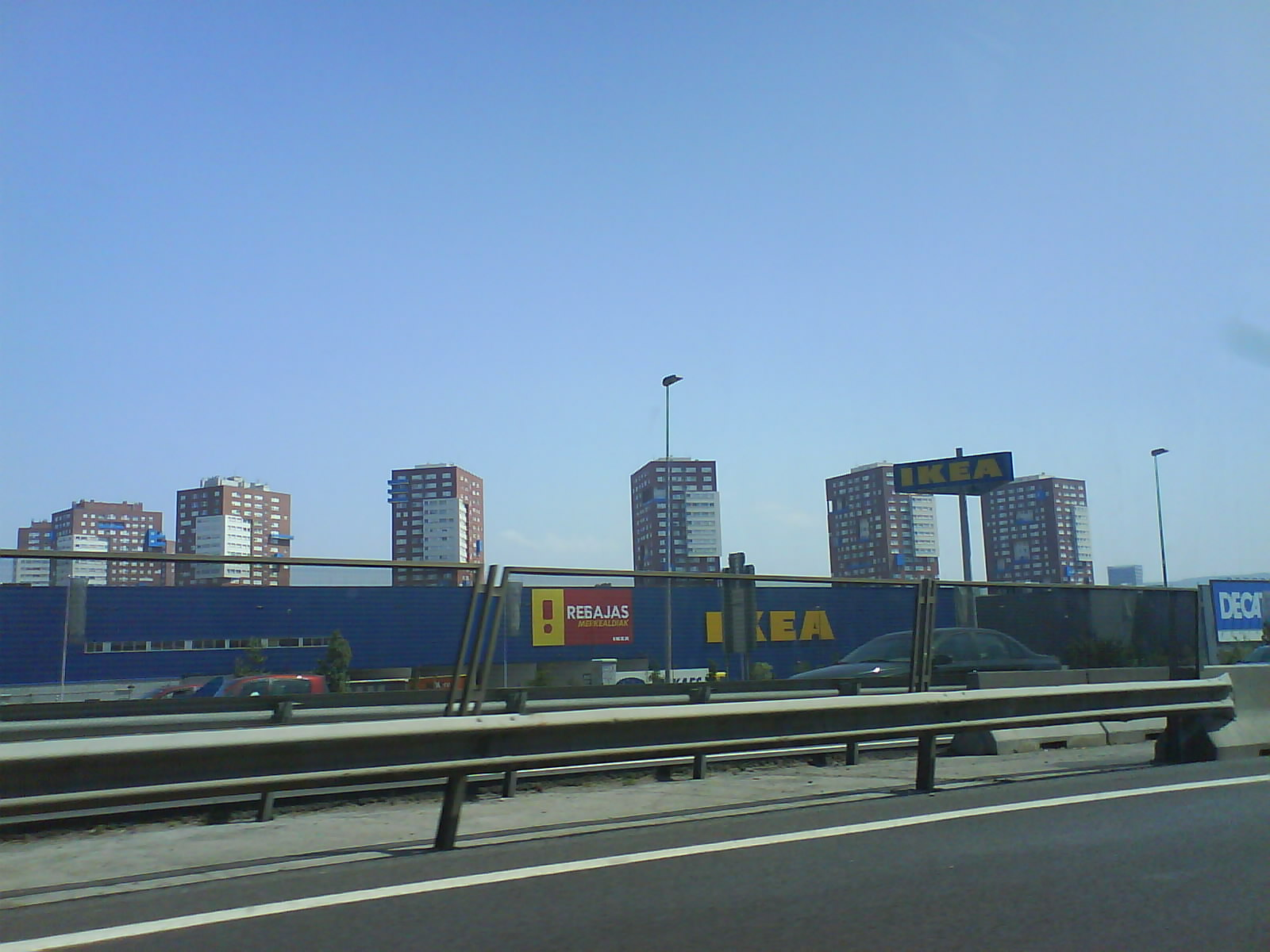
IKEA, vue depuis l'autoroute cantabrique A-8.

Durant les dernières années, la ville est passée de municipalité industrielle en noyau de services. Par exemple les anciennes installations des hauts-fourneaux de Biscaye dans la Vallée d'Ansio ont fait place au BEC (Bilbao Exhibition Centre). D'autres secteurs importants de la municipalité sont les parcs commerciaux (MegaPark Barakaldo et Max Center) un jardin botanique, plusieurs zones piétonnières, zones vertes, parcs municipaux, résidences pour le troisième âge, anciens quartiers regénérés (Desierto, Beurco, Luchana…), promenades, places, salles multisports, nouveau mobilier urbain… Des associations soutenues par l'administration, comme Bilbao Metrópoli-30  et Bilbao Ría 2000, se sont chargées de l'organisation et la supervision de nombreux projets d'urbanisation.

## Démographie

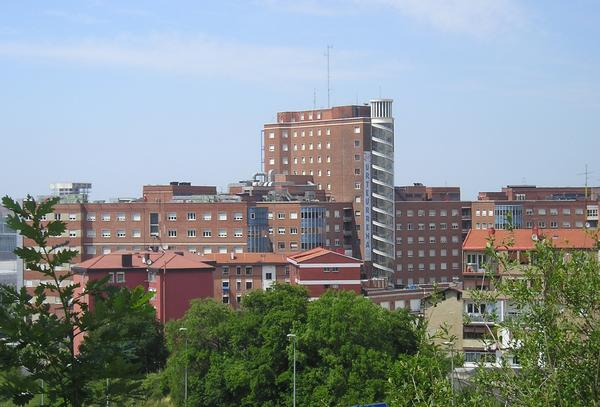
Hôpital de Gurutzeta (Barakaldo) le plus grand du Pays basque.

Sa configuration comme important pôle industriel a apporté par conséquent l'accélération du mouvement migratoire et pendant une bonne partie du XXe siècle la croissance démographique de Barakaldo a été impressionnante, devenant la municipalité non capitale la plus importante d'Espagne. En même temps que Barakaldo continuait jusqu'à sa transformation industrielle presque totale, sa population a éprouvé une augmentation incontrôlable étant donné la nécessité de main d'œuvre dans le développement de l'industrie sidéro-métallurgique. Ce décollage industriel n'existait dans aucune autre zone de l'Espagne, raison pour laquelle des gens de toutes les provinces sont allés y chercher du travail «dur mais sûr» qui leur était offert ici. Parallèlement, la croissance démographique énorme, en même temps que le phénomène industriel qui l'a propulsé, ont modifié profondément un habitat agricole et rural, constitué par des quartiers et fermes dispersés par la vaste extension de la municipalité, jusqu'à se situer dans un peuple urbanisé et moderne, qui offre maintenant ses services comme contrepoint de son passé industriel. En même temps, les expansions industrielles barakaldaises successives ont forcé des expansions urbaines et démographiques. Crise croissance et rénovation se sont succédé le long de son histoire. En même temps que les entreprises implantées dans la municipalité grandissaient, sont nées de nouveaux quartiers et noyaux urbains modernes.
Il convient de souligner qu'une partie de la population née durant les années 1930 a été originaire d'autres provinces limitrophes, surtout cantabriques, qui sont seulement nés à Barakaldo ou dans d'autres municipalités biscayennes par une loi qui évitait que les basques fassent leur service militaire (il s'ensuit que les Cantabres étaient surnommés « mignons »). Il faut aussi mentionner que jusqu'aux années 1980 on était obligé de recenser les enfants dans le lieu de naissance et presque tous les biscayens, y compris beaucoup de provinces proches naissaient à l'hôpital de Gurutzeta de Barakaldo, a continué à être enregistrés alors que la population réelle soit beaucoup moins importante.
La population la plus importante enregistrée a eu lieu en 1983 avec 119.380, après la fermeture des usines Barakaldo a considérablement baissé dans sa population bien que jusqu'en 1996 on ait maintenu des chiffres élevés (supérieur à 100 000 habitants) par les circustances précédemment citées, en enregistrant le bout plus faible en 2002 avec 95 515 habitants. La séparation d'Alonsotegui et d'Iráuregui (1990 et 1991) a aggravé la tendance à la baisse du début des années 1990 en perdant durant une seule année (entre 1990 et 1991) 6 584 habitants.
De nos jours, Barakaldo récupère une population et compte 97 526 habitants dont 47 311 sont des hommes et 50 215 des femmes, avec un 3 % - 4 % d'immigrants (donnée de 2008), devenant ainsi la quatrième ville basque par nombre d'habitants (derrière les capitales) et la deuxième de Biscaye derrière Bilbao. L'âge moyen est de 42,5 années.
| Évolution démographique entre 1842 et 2008 | Évolution démographique entre 1842 et 2008 | Évolution démographique entre 1842 et 2008 | Évolution démographique entre 1842 et 2008 | Évolution démographique entre 1842 et 2008 | Évolution démographique entre 1842 et 2008 | Évolution démographique entre 1842 et 2008 | Évolution démographique entre 1842 et 2008 | Évolution démographique entre 1842 et 2008 | Évolution démographique entre 1842 et 2008 | Évolution démographique entre 1842 et 2008 | Évolution démographique entre 1842 et 2008 | Évolution démographique entre 1842 et 2008 | Évolution démographique entre 1842 et 2008 | Évolution démographique entre 1842 et 2008 | Évolution démographique entre 1842 et 2008 | Évolution démographique entre 1842 et 2008 | Évolution démographique entre 1842 et 2008 |
| 1842                                       | 1857                                       | 1860                                       | 1877                                       | 1880                                       | 1889                                       | 1900                                       | 1910                                       | 1920                                       | 1930                                       | 1940                                       | 1950                                       | 1960                                       | 1970                                       | 1981                                       | 1990                                       | 2000                                       | 2008                                       |
| ------------------------------------------ | ------------------------------------------ | ------------------------------------------ | ------------------------------------------ | ------------------------------------------ | ------------------------------------------ | ------------------------------------------ | ------------------------------------------ | ------------------------------------------ | ------------------------------------------ | ------------------------------------------ | ------------------------------------------ | ------------------------------------------ | ------------------------------------------ | ------------------------------------------ | ------------------------------------------ | ------------------------------------------ | ------------------------------------------ |
| 1 958                                      | 2 360                                      | 2 688                                      | 4 710                                      | 4 229                                      | 9 871                                      | 14 002                                     | 18 683                                     | 25 900                                     | 34 209                                     | 36 335                                     | 41 163                                     | 77 354                                     | 109 183                                    | 118 615                                    | 111 672                                    | 97 281                                     | 97 526                                     |
| Source: (es) Barakaldo (España)            |                                            |                                            |                                            |                                            |                                            |                                            |                                            |                                            |                                            |                                            |                                            |                                            |                                            |                                            |                                            |                                            |                                            |

## Administration
Dans les dernières élections locales tenues le 27 mai 2007, le parti le plus voté a été le PSE-EE/PSOE, dont le candidat, Tontxu Rodríguez accède à la mairie, seul, après avoir partagé avec le PP les deux dernières législatures.
| Parti politique | Nombre de voix 2007 | % de voix 2007 | Élus 2007 | Élus 2003 | Élus 1999 | Élus 1995 |
| --------------- | ------------------- | -------------- | --------- | --------- | --------- | --------- |
| PSE-EE          | 19.207              | 41,20 %        | 11        | 9         | 9         | 9         |
| PNV             | 9.828               | 20,90 %        | 5         | 7         | 6         | 7         |
| PP              | 7.716               | 16,48 %        | 4         | 5         | 5         | 5         |
| ANV             | 4 934               | 10,54 %        | 3         | -         | 3         | 2         |
| EB-Aralar       | 3 444               | 7,36 %         | 2         | 3         | 2         | 4         |
| EA              | 944                 | 2,02 %         | 0         | 1         | -         | 0         |
| TOTAL           | 46.073              | 100 %          | 25        | 25        | 25        | 27        |

- Note : En 1999 le PNV se présente en coalition avec EA. L'espace politique de l'ANV était occupé par EH et en 1995 par HB. En 1999 et 1995 EB se présente seul.

## Organisation administrative
Administrativement, la ville est divisée en neuf districts (ou secteurs) :
| Numérotation | Territoire communal (nom officiel) | Quartier                                | Superficie (km²) | Population (2008) |
| ------------ | ---------------------------------- | --------------------------------------- | ---------------- | ----------------- |
| 1            | Zaballa-Zentroa                    | (2): Zaballa et Zentroa                 | 0,188            | 8 276             |
| 2            | Lasesarre-Urban Galindo            | (3): Lasesarre, Larrea et Urban Galindo | 0,970            | 12 758            |
| 3            | Arrontegi                          | (1): Arrontegi                          | 0,206            | 7 776             |
| 4            | Beurko-Bagatza                     | (3): Bagatza, Beurko et Santa Teresa    | 0,409            | 10 334            |
| 5            | Done Bikendi                       | (1): Done Bikendi                       | 0,950            | 14 619            |
| 6            | Arteagabeitia-Zuazo                | (2): Arteagabeitia et Zuazo             | 0,365            | 14 732            |
| 7            | Errekaortu-Kareaga                 | (5): Errekaortu, Errekatxo et Kareaga   | 14,5             | 6 808             |
| 8            | Lutxana-Burtzeña                   | (5): Lutxana, Burtzeña et Llano         | 3,961            | 8 954             |
| 9            | Gurutzeta                          | (2): Gurutzeta et La Paz                | 1,454            | 13 259            |

## Économie

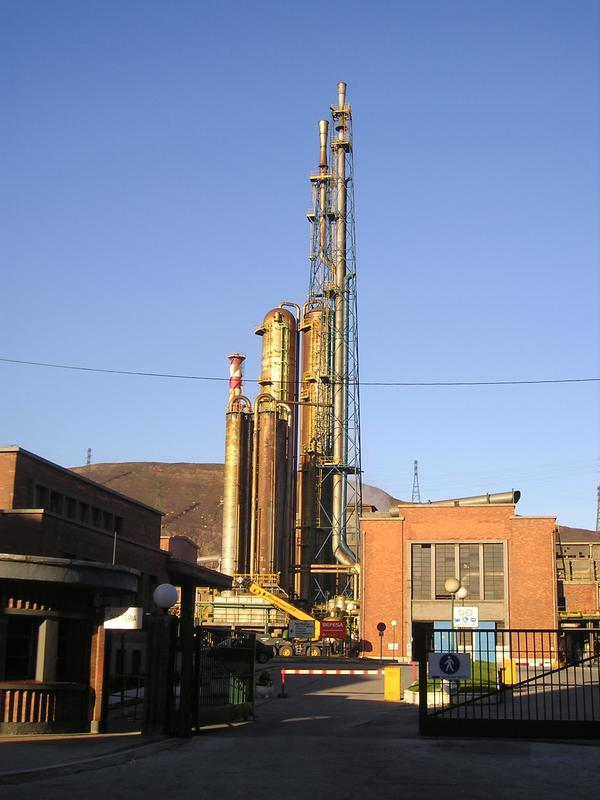
Ancienne « fabrique de Sefanitro » à Luchana.

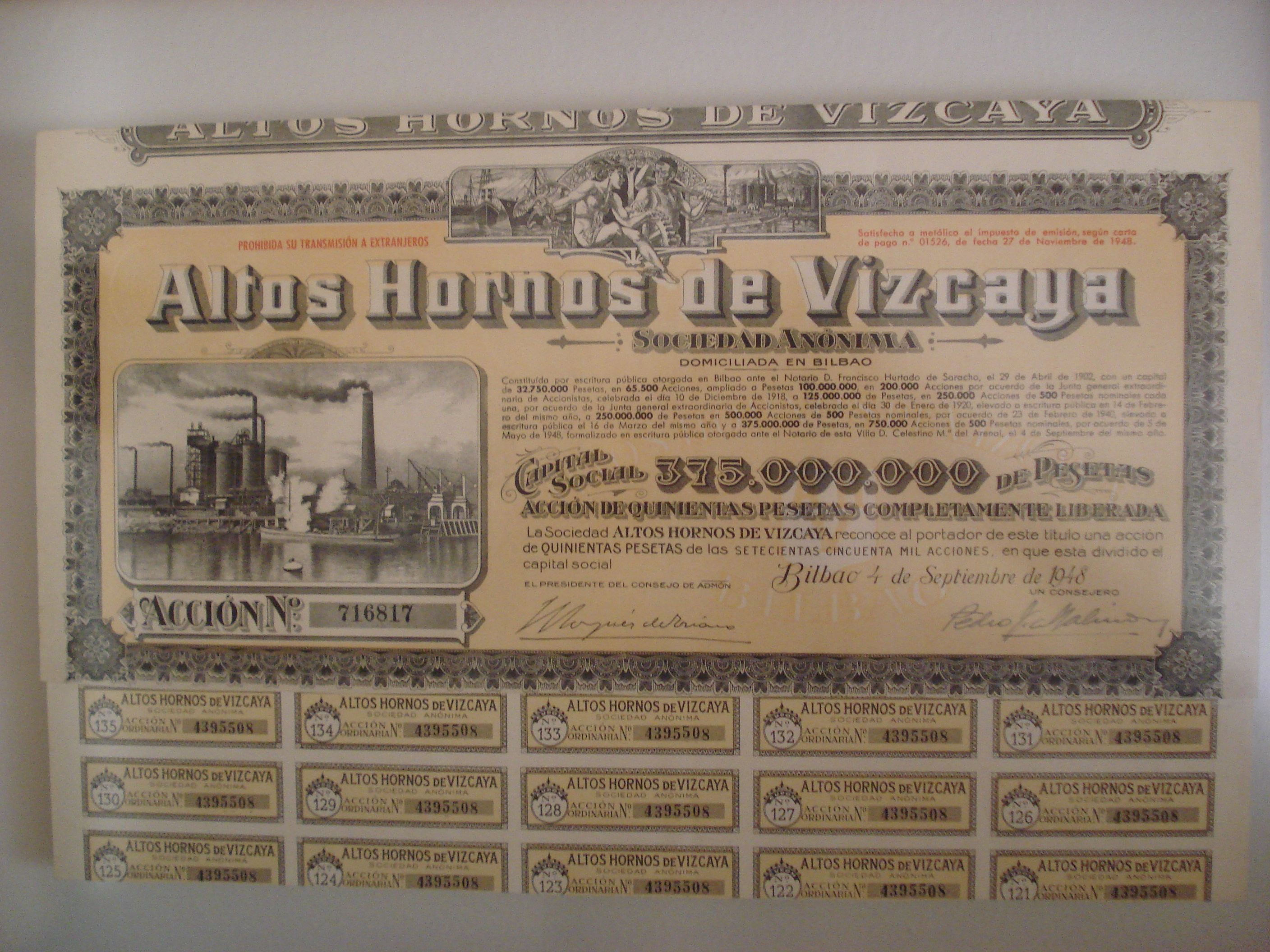
Action des hauts-fourneaux de Biscaye de 1948 à 500 pesetas.

L'économie de la localité s'est caractérisée depuis des siècles par l'agriculture, le bétail, et spécialement les forges, qui transformaient le fer des mines proches. Plus tard, (XIXe siècle), les forges ont laissé place à l'industrie sidéro-métallurgique, en soulignant l'entreprise Altos Hornos de Vizcaya dont la principale usine de la localité se situait dans le quartier d'Ansio. Au début du XXe c'était la plus grande industrie de l'Espagne, détenant le monopole et leader du secteur sidérurgique. Ainsi, l'industrie sidérurgique biscayenne a gagné du poids dans l'économie nationale. Mais, vers le milieu des années 1970, avec la crise internationale, a commencé le déclin qui ne s'est pas arrêtée jusqu'à la fermeture de l'entreprise, en juillet 1996.
D'autres importantes industries ont été celles de la chimie : Fertilisants Fesa-Fertiberia (usine Sefanitro et pavillon industriel de FESA) et de gestion des déchets industriels : Befesa (usine de Rontealde), toutes les deux ouvertes durant les années 1940 et fermées au début du XXIIe siècle, étaient situées dans les quartiers Burceña et de Luchana. Ces quartiers (Ansio, Luchana, Burceña…) ont été très importants dans l'économie barakaldaise puisque se croisaient les routes de l’industrie minière de Triano et de l’industrie minière des Enkarterri avec le Nervion ce qui a provoqué la construction de plusieurs lignes de chemin de fer dans la zone dont ont profité différentes industries.
Actuellement (depuis la fin du XXe siècle) c'est une localité consacrée au secteur des services. En 2005, on a ouvert le plus grand parc commercial de la zone nord de la péninsule, le MegaPark Barakaldo qui dispose d'une surface commerciale de 137 000 mètres carrés et 128 000 mètres de SBA, dispose aussi d'un autre grand centre commercial et d'un de loisir, Max Center, qui a été ouvert vers le milieu des années 1990 (en remplaçant à un supermarché d'Eroski de la zone), et un autre complexe appelé s'est étendu plus tard en créant le Max Ocio dans les terrains de l'ancien supermarché Eroski. Ces grands projets ont eu l'opposition de la majorité des commerçants, petits et moyens, déjà établis dans la zone.
La localité manufacturière est aussi le siège de la nouvelle (foire) Feria Internacional de Bilbao, appelé le BEC (Bilbao Exhibition Centre), situé dans les anciens terrains de l'usine d'Ansio et inaugurée en 2004, qui a généré un important de visiteurs et consommateurs des services de la municipalité et la création d'hôtels.

## Transports
Routes:

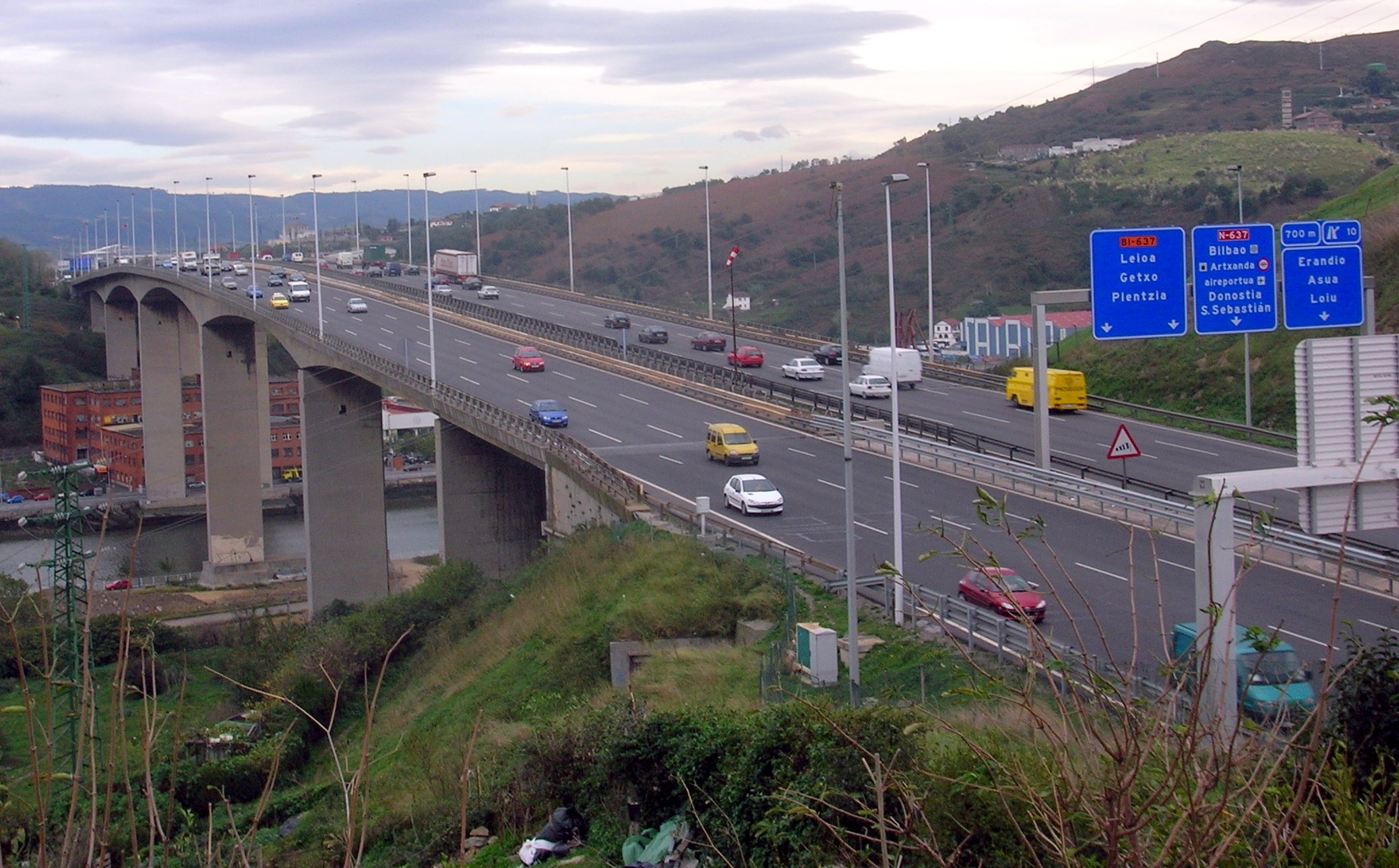
Pont de Rontegi

Par Barakaldo passent et ont des sorties vers la localité les routes suivantes :
- Autorail cantabrique (Irun-Santiago de Compostela). km 120.
- N-634 N-634 Saint-Sébastien-Santiago de Compostela.
- N-637 N-637 Barakaldo-Galdakano (route Gurutzeta à Erletxes par Puente Rontegi).
- BI-739 BI-739 Bilbao-Sestao (par Burceña).
- BI-745 BI-745 Barakaldo-Trapagan (route de San Vicente)
- BI-3744  BI-3744 Barakaldo-Sestao (route Kareaga à Sestao par Vallée Vieja).
- BI-4734  BI-4734 Barakaldo-Gurutzeta (accès à Gurutzeta).
- BI-4743  BI-4743 Barakaldo-El Regato (route Retuerto à la Mare (Barakaldo).

Autobus:
Par Barakaldo transitent (ont des arrêts) les lignes d'autobus suivantes :
| - Bizkaibus (interurbains) - A2326 UPV/EHU - Barakaldo - A3115 Bilbao - Santurtzi - A3122 Bilbao - Sestao - Errepelega - A3129 Lutxana - Gurutzeta - Santurtzi - A3131 Barakaldo - Sestao - Errepelega - A3136 Bilbao - Gurutzeta - Barakaldo (par Retuerto/Errekaortu) - A3137 Bilbao - Barakaldo (par Hurtado de Amezaga) - A3139 El Regato/Mendierreka - Barakaldo - A3141 Gurutzeta - Bagatza - Funiculaire de Trapagaran - A3142 Santurtzi - Barakaldo - A3144 Bilbao - Gurutzeta - Barakaldo (par Ugarte) - A3336 Bilbao - Muskiz (par Ortuella) - A3337 Bilbao - Muskiz (par la N-634) - A3338 Muskiz - Barakaldo - Las Arenas/Areeta - A3471 Getxo - Gurutzeta (par Fadura) - A3472 Getxo - Gurutzeta (par Algorta) - A3522 Mungia - Derio - Gurutzeta | - Encartaciones S.A. (régionales) - Gurutzeta - Castro Urdiales (par autoroute) - Bilbao - Castro Urdiales (par N-634) - La Unión-La Burundesa (régionales) - A3718 Gallarta - Vitoria-Gasteiz - Alsa-Continental-Auto (longue distance) - Santurtzi - Madrid - Irun - Gijón - Santurtzi - Valladolid - Santurtzi - La Coruña - Bilbao - Aéroport de Santander |

En outre, dans les premiers mois de 2009, est prévue l'ajout d'un service d'autobus urbain (appelé Barakabus) qui reliera les quartiers de la localité. En principe c'est une mesure provisoire dans l'attente de la construction d'un tramway.
Pour d'autres destinations et options de voyage (horaires, prix…) on trouve la gare d'autobus Termibus situé dans la gare routière de San Mamés de Bilbao à 7 kilomètres du centre de Barakaldo.
Chemin de fer:
Barakaldo a les services d'alentours de deux opérateurs de chemin de fer, Renfe et de Feve.
Renfe Cercanías Bilbao dispose des arrêts suivants :
- Gare de Desertu-Barakaldo
- Gare de Lutxana

Ces gares, inaugurées dans la seconde moitié du XIXe siècle dans différentes phases, sont situées dans la zone inférieure de la municipalité, parallèle à la rivière Nervion et depuis qu'on a régularisé les services de passagers les deux ont appartenu aux lignes (depuis l'année 2000 : Bilbao-Abando/Santurtzi) et (depuis l'année 2000 : Bilbao-Abando/Muskiz), la durée approximative du déplacement à Bilbao-Abando étant de 14 minutes depuis la gare de Barakaldo.
Pour sa part Feve dispose des arrêts suivants :
- Gare de Sainte Ageda.
- Gare de Kastrexana

Ces arrêts, dont le trajet à Bilbao-Concordia dure quelque 10 minutes, appartiennent à la Ligne b-1 (Bilbao-Concordia/Balmaseda) et desservent les quartiers de Santa Águeda et Zubileta (celle de la Kastrexana appartenant à Bilbao). Il convient de souligner que la plus grande utilisation de celles-ci se concentre la fête de Agate Deuna (Santa Águeda) puisque cet arrêt est le transport public le plus proche pour monter à l'Ermitage de Agate Deuna (Santa Águeda). Depuis 1902 jusqu'en 1972 cette ligne, appartenant au Ferrocarril de la Robla, commençait dans le quartier barakaldais de Luchana (même gare que pour le Cercanías Renfe Bilbao) mais a été surtout supprimée de cette ligne en centralisant tous les services de voyageurs à Bilbao et laissant la voie de Luchana uniquement pour les marchandises, de l'entreprise ArcelorMittal Sestao.
Pour d'autres destinations qui ne sont pas occupés par les lignes qui passent par la localité il faut aller aux gares de Bilbao de : Abando, Casco Viejo, Zorroza (FEVE) ou Atxuri situées, dans le pire des cas, à 12 kilomètres de Barakaldo.
Métro:

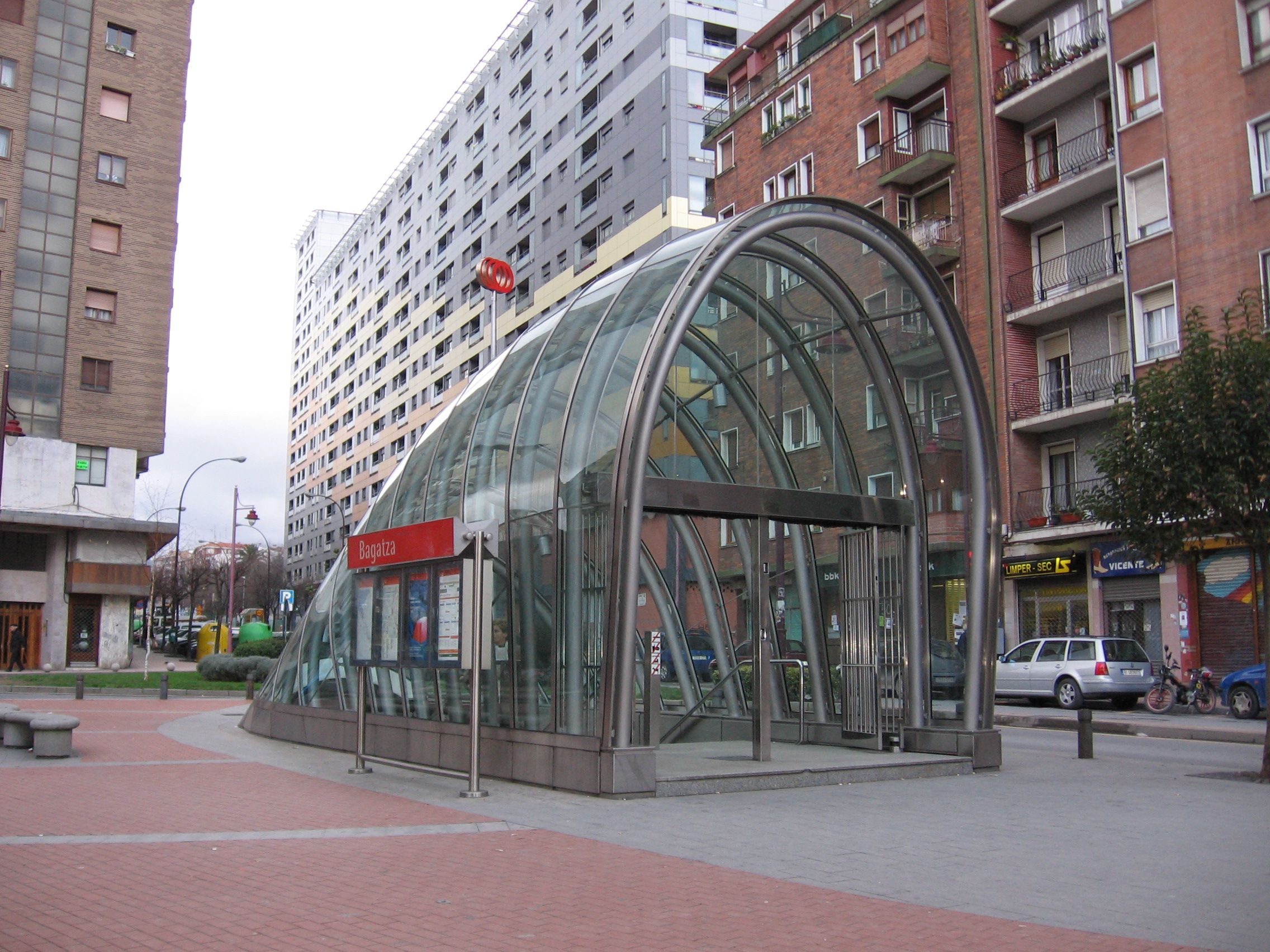
Gare de Bagatza du Métro Bilbao.

Barakaldo dessert la Ligne  (Etxebarri/Portugalete) du Metro Bilbao avec les arrêts suivants :
- Gare de Gurutzeta
- Gare d'Ansio
- Gare de Barakaldo
- Gare de Bagatza

Ces gares ont été inaugurées, avec celle d'Urbinaga, le 13 avril 2002 en entamant ainsi la première phase de la Ligne . Le trajet jusqu'à Bilbao-Abando dure 21 minutes environ.
Tramway:
On trouve en phase d'étude une ligne de tramway que parcourt la municipalité. Au départ, cela était proposé par l'opposition comme un possible projet qui n'a pas abouti (année 2003). En 2005, le parc commercial Megapark a proposé ensuite un tramway pour relier son centre commercial avec l'arrêt du métro d'Ansio et a réactivé ces propositions de l'opposition pendant l'année 2006. Durant l'année 2007 une initiative populaire a présenté un nouveau projet à la citoyenneté et ses représentants dans la mairie, projet qui suit actuellement son cours. Ainsi, en 2008, on a mis en lumière un projet de la députation qui a fait une étude durant l'année 2005 mais qui s'est avérée non viable.
Plus d'information sur le projet populaire : Barakaldo tram
Transport maritime:

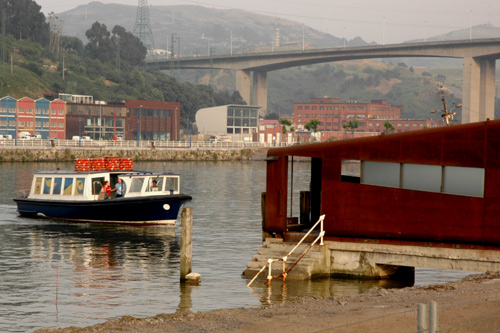
La barge arrivant à l'arrêt de Barakaldo

- Gasolino : Barakaldo est reliée à Erandio à travers la barge qui traverse la rivière Nervion. Ce transport privé est en baisse (possible disparition) en raison de l'installation du Métro de Bilbao à Barakaldo. Bien que tardant à faire ce parcours, puisqu'il faut faire le transbordement à Bilbao, le voyage sera quand même plus avantageux que la barge. Ce qui condamnera définitivement ce moyen de transport classique est la construction prévue de plusieurs ponts mobiles dans la zone.

- Port de Bilbao : Le port de Bilbao dont le terminal de croisières se trouve à Getxo et Santurtzi se trouve à quelque 10 kilomètres du centre de la localité.

Transport aérien:
- Aéroport de Bilbao : L'aéroport de Bilbao (IATA : BIO, OACI : LEBB) surnommé la Paloma, située dans la municipalité de Loiu, se trouve à 16 kilomètres du centre de la ville.
- Héliport du BEC : Héliport urbain situé dans le parc de la partie arrière du BEC à Barakaldo et utilisé pour les urgences de l'Hôpital de Gurutzeta[16].

## Patrimoine

### Patrimoine civil
- Palais Larrea : dans la rue Larrea, construit au XIIIe siècle, de style baroque. Restauré durant l'année 2004 pour faire un restaurant.
- Palais Munoa : dans le Quartier de Burceña, construit au XVIIIe siècle, de style Second Empire français, propriété du chef d'entreprise et politicien Horacio Echevarrieta jusqu'à son décès. La mairie a l'intention de le réhabiliter mais n'arrive pas à un accord avec les actuels propriétaires. Les œuvres d'art les plus importantes qu'il contenait ont été vendues à différents musées.
- Fondation Antonio Miranda : dans l'Avenue Miranda, construite en 1914, de style Éclectique, à l'intérieur la hotte de style néo-médiéval. Il loge actuellement le Conservatoire et l'Escuela Municipal de Música.
- Ancienne Boucherie : dans la rue Juan de Garay, construite en 1917 de style néo-mudéjar. Il a été maintenu en fonctionnement jusqu'en 1985. Il a été réformé pour abriter l'Escuela Oficial de Idiomas en 1992.

### Patrimoine religieux
- Église de San Vicente : située dans le quartier de San Vicente, construite au XIIe siècle puis reconstruite durant l'année 1622, style gothique-classiciste avec des tours Renaissance.
- Église de Rosario : dans le quartier de Retuerto, construite dans le dernier tiers du XIIe siècle, restaurée durant l'année 1883, style gothique-classiciste.
- Église du Sagrado Corazon Jesus : Située dans le quartier de Retuerto, construite durant l'année 1947, style baroque-classiciste.
- Église de San José : dans l'Avenida des Fueros, construite durant l'année 1940.
- Ermitage de Sainte Águeda : situé dans le quartier de Agate Deuna (Santa Águeda), antérieur au XVIe, de style gothique. Il possède des contreforts baroque installés lors de la restauration du XVIIIe siècle. À souligner la statue en albâtre de Agate Deuna (Santa Águeda) avec la tête séparée du tronc de l'année 1350 approximativement. Restaurée durant les années 1960 et 1996.

## Sports
La ville dispose d'un important club de handball, le BM Barakaldo.

## Culture

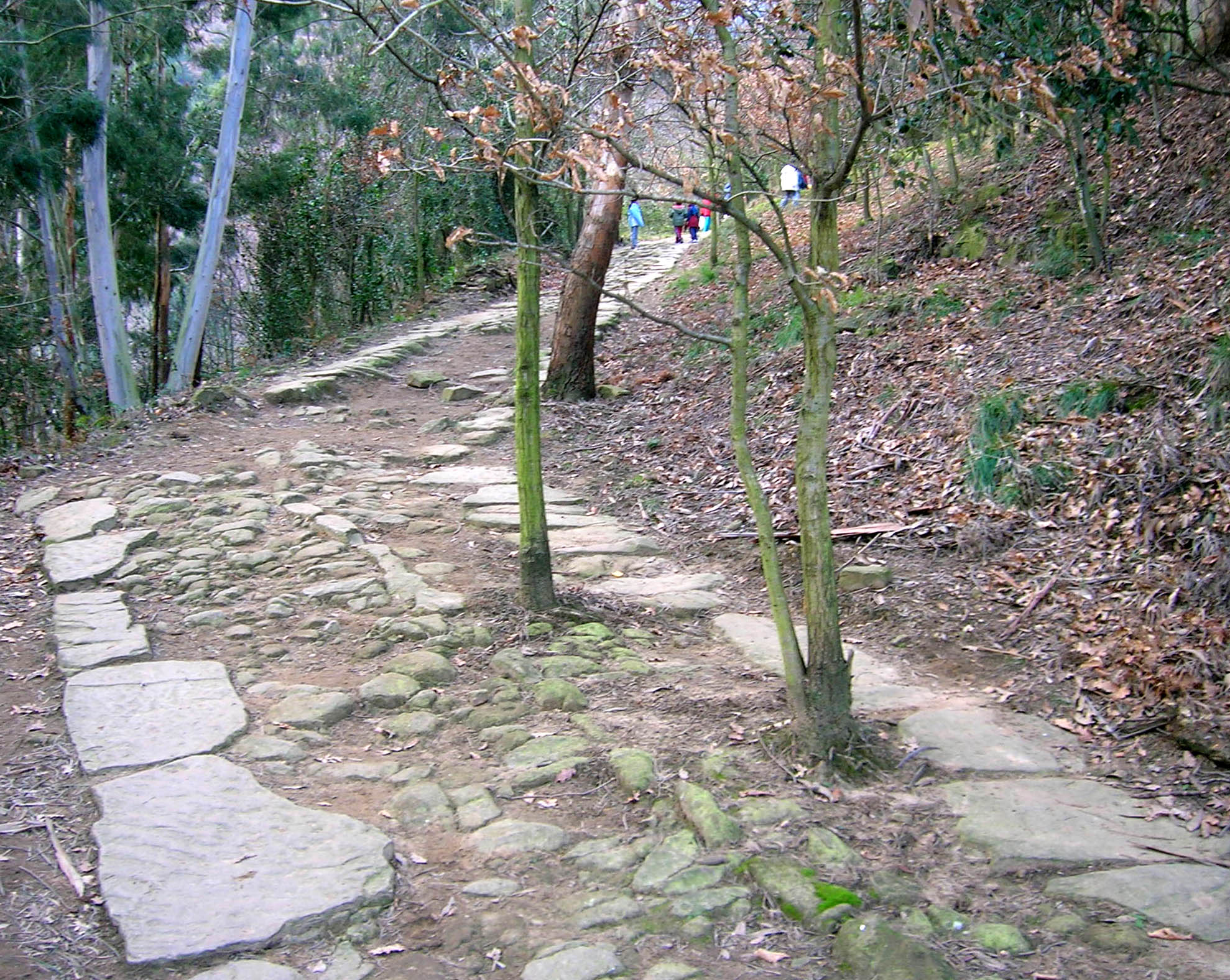
Calzada medieval de Agate Deuna (Santa Águeda).

Barakaldo est une zone de la Cote de passage du Chemin de Saint Jacques.
Il entre dans la municipalité par le quartier de Zubileta en croisant le Puente du Diablo, il monte ensuite à l'Ermitage de Agate Deuna (Santa Águeda) (avec l'option de parcours de la chaussée médiévale qui se trouve dans la montée). Une fois redescendu au quartier de la Paz nous tournons à gauche, en direction de Gorostiza, pour utiliser une partie de la voie verte de El Regate jusqu'à Retuerto. Ensuite on parcourt la Vallée d'Ibarreta-Zuloko (où est situé le MegaPark Barakaldo) et s'élève au Parque Botánico vers l'Avenue Miranda. Une fois arrivé, un plan indicateur du chemin continue par la rue Francisco Gómez direction Iglesia de San Vicente et de là on descend en direction de Sestao, en croisant le Paseo Dolores Ibarruri, par l'ancien chemin de Beurco Viejo (actuelle rue Ibaibe) parallèle à la rivière Galindo.
Une fois arrivé à Retuerto, il existe d'autres parcours mais toujours en direction de la Iglesia de San Vicente pour continuer ensuite vers Sestao par la rue Ibaibe, il y a des indications près du rond-point du BEC qui montre ces alternatives.
Sculptures :
- Parque de las esculturas

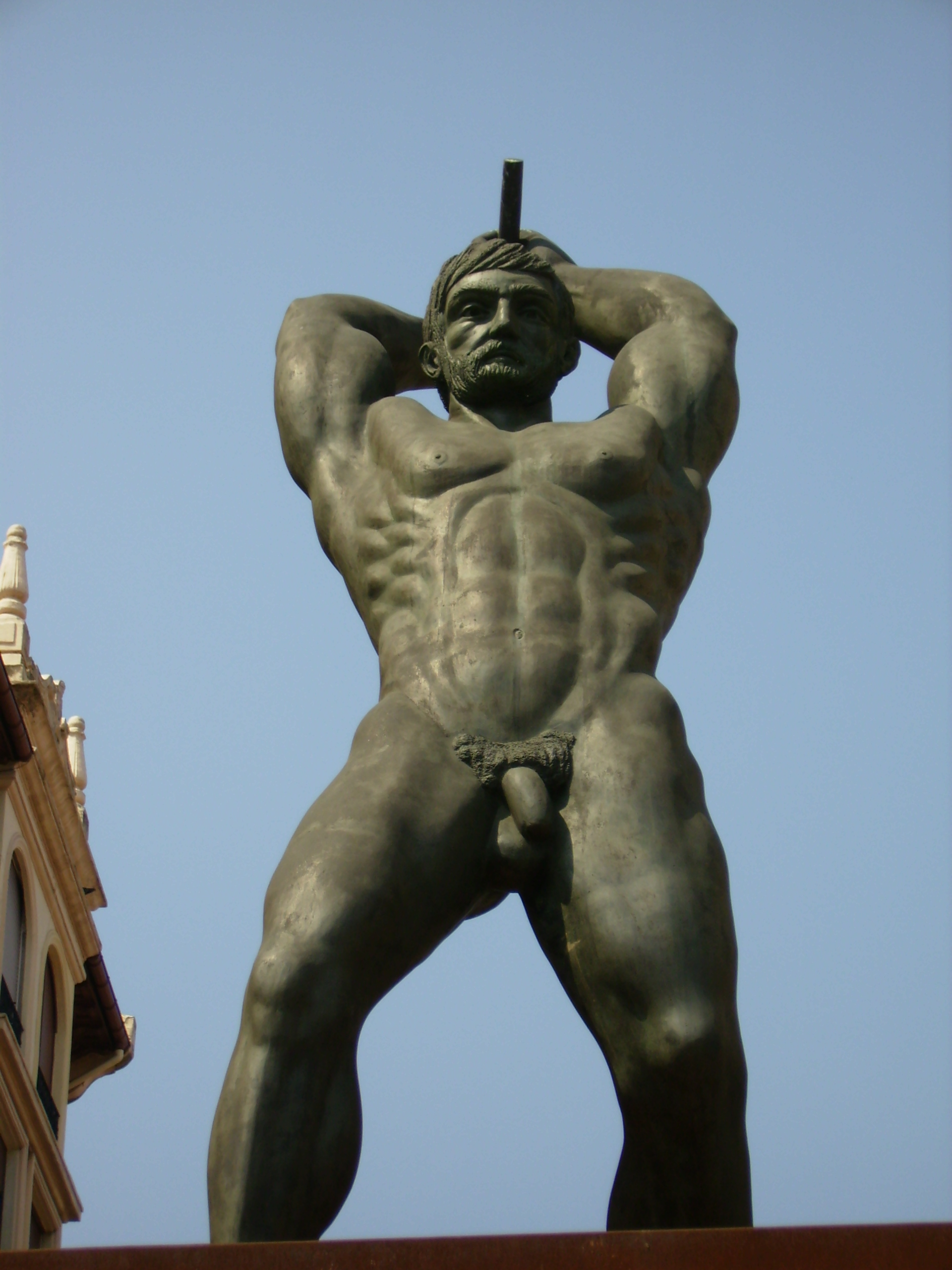
Monument dédié à l'industrie.

- Horreo y estatua de Rosalía de Castro
- Monumento a la industria
- Las Chimeneas
- Bosque de Piedra
- El Cartero Germán

Autres lieux d'intérêt :

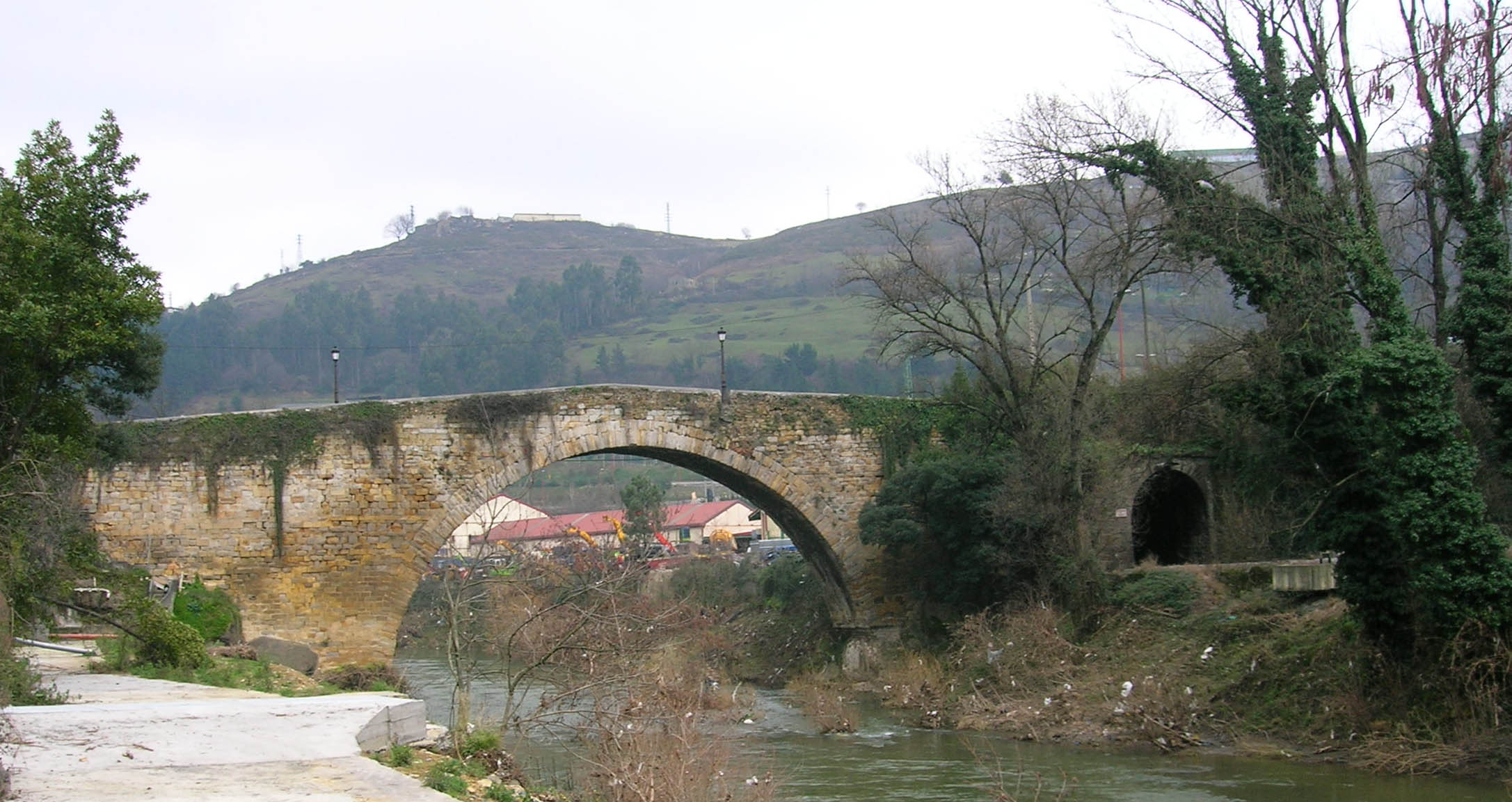
Pont du diable sur la rivière du Kadagua

- Bilbao Exhibition Centre (B!E!C!) : foire de démonstrations internationale située dans le quartier d'Ansio et construite en 2004. Il est situé dans les mêmes terrains qu'occupait l'ancienne usine d'AHV de la Vallée d'Ansio[17].

- Théâtre Barakaldo/Barakaldo Antzokia : dans la rue Juan Sebastián Elcano, fondé en 1933 et ré-inauguré en 1990.

- Centre d'Interprétation Historique et Medioambiental de Barakaldo : au quartier de El Regate. Musée gratuit dans lequel on expose une série de contenus qui permet de connaître les aspects physiques, naturels et historiques les plus significatifs de la localité.

- Voie Verte de El Regate : depuis le quartier de Retuerto jusqu'à celui de El Regate. Au départ longe en parallèle, et croisant même dans un point, le tracé d'un ancien chemin de fer minier coïncidant avec le tracé de ce dernier à partir du quartier de Gorostiza. D'environ 5 km.

- Bidegorri Dolores Ibarruri : Bidegorri part du tracé d'un ancien train minier qui partait du chargement de minerazi situé dans le Dársena de Portu.

- Parc botanique : dans le quartier de San Vicente. Il s'étend sur 65 000m² dont 40 000 m2 sont des zones vertes. Les plantes, les arbres et des arbustes sont groupés de manière thématique, par saisons de l'année, par origine et par espèces singulières. Un lac central avec des fontaines rafraîchit l'atmosphère dans le point plus haut du parc.

- Pont le Diablo et de Calzada Medieval : pont d'un seul arc du XVIe siècle entre le quartier Zubileta et Castrejana (Bilbao), peu après, dans la montée vers Agate Deuna (Santa Águeda), à gauche on trouve la Calzada Medieval que traverse le connu Bois de Larrazabal.

## Fêtes locales

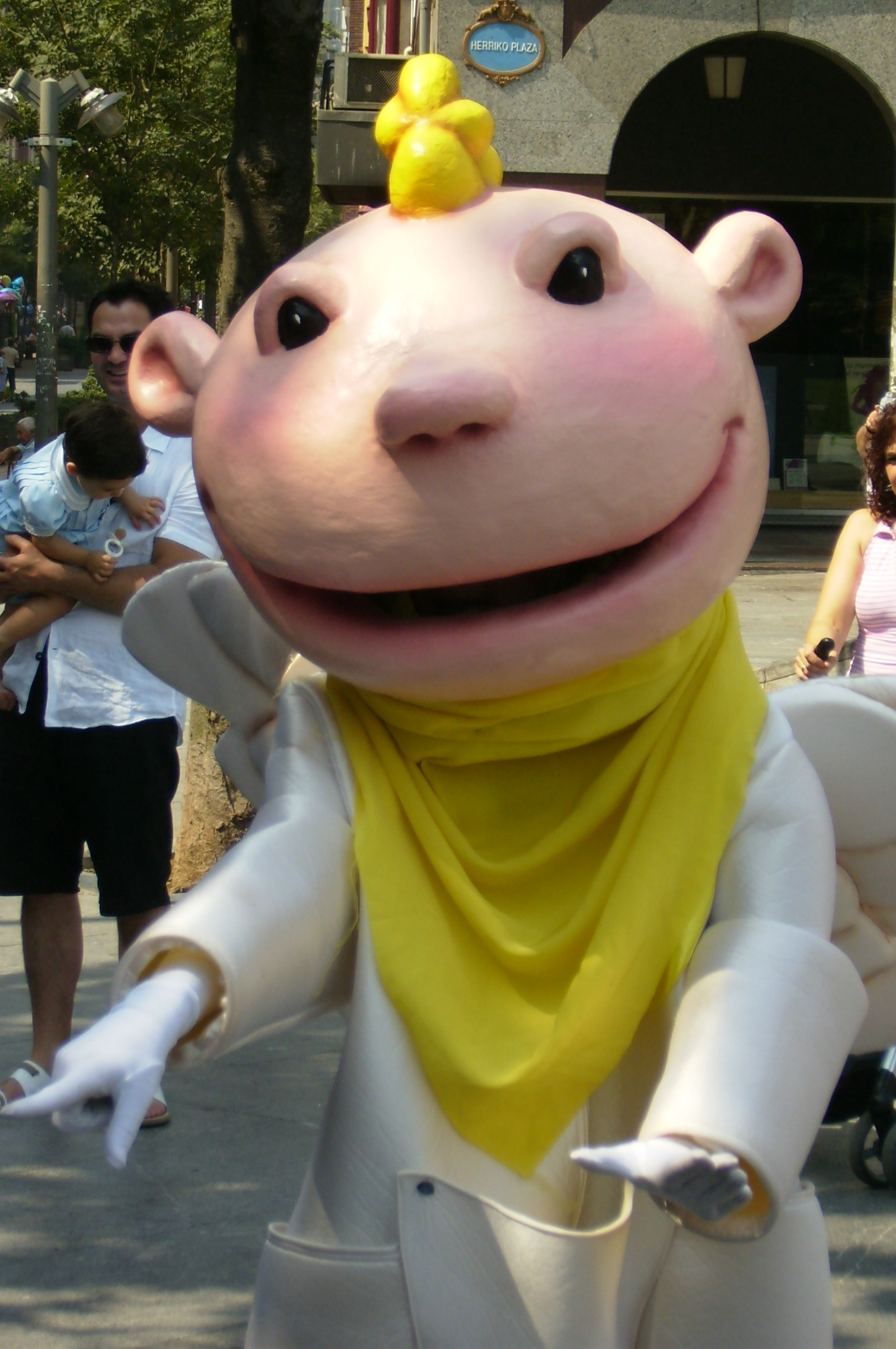
Jolín, mascotte des fêtes de Barakaldo.

Les festivités de la municipalité ont lieu la semaine du 16 juillet en honneur à la Virgen du Carmen, patronne de Barakaldo :
- Carmenes de Barakaldo : Carmenes de Barakaldo

Les autres festivités de quartier sont celles-ci :
- 21 janvier : San Vicente - Bº San Vicente
- 5 février : Sainte Águeda - Bº Sainte Águeda
- mai : Bon Berger - Bº Luchana
- 25 juillet : Santiago - Bº Arteagabeitia-Zuazo
- 31 juillet : San Ignacio - Bº de Retuerto
- 16 août : San Roque - Bº la Mare
- Septembre : Ntra. Madame Burceña - de Bº Burceña
- 15 octobre : Sainte Teresa - Bº Sainte Teresa-Bagaza

## Personnalités
- Ángeles Flórez Peón (1918-2024), infirmière, femme politique et écrivaine républicaine espagnole, dernière milicienne vivante de la guerre d'Espagne, a vécu dans la commune[18].
- César Lombera (1953-2025), sculpteur, est né dans la ville[19].
- Raquel Alzate (1972) : illustratrice, dessinatrice humoristique et sculptrice.
- Juan Manuel de Prada (1970) : auteur et chroniqueur.
- Mikel Clément (1964) : journaliste, producteur de vidéoclips et documentaliste.
- Jose Manuel Pré Antúnez (1963) : auteur et chroniqueur.
- Carlos Sobera (1961) : acteur et présentateur de télévision.
- César Sarachu (1958) : acteur (le personnage le plus connu est  Bernardo  dans Caméra Café).
- Josep Lluís Núñez (1931) : chef d'entreprise et président du FC Barcelone (football).
- Nicolás Rond (1927) : secrétaire général du syndicat UGT et député dans les rangs du PSOE.
- Santiago Segurola (1957) : journaliste sportif.
- Juan de Zubileta : marin.
- Iñaki Frirait Urbistondo (1962) : auteur.
- Itziar Epalza : chef d'entreprise, et collaborateur dans le programme  Más que Palabras  de  Radio Euskadi  sur EiTB (Euskal Irrati Telebista, la télévision basque)
- Vhäldemar : groupe de rock.

Sportifs
- Javier Otxoa (1974-2018) : cycliste.
- Ricardo Otxoa (1974-2001) : cycliste.
- David López (1981) : cycliste.
- Mikel Dañobeitia (1986) : joueur de football.
- Asier del Horno (1981) : joueur de football.
- Unai Expósito (1980) : joueur de football.
- Iñaki Lafuente Sánchez (1976) : joueur de football (gardien de but).
- Javier González Gómez (1974) : joueur de football.
- José Ramón Alexanko (1956) : joueur de football.
- Javier Clemente (1950) : joueur de football et formateur.
- Raimundo Pérez Lezama (1922) : joueur de football (gardien de but).
- Jacinto Quincoces (1905-1997) : joueur de football et formateur.
- Agustín Sauto (1908-1986) : joueur de football.
- Edmundo Suárez (1916-1978) : joueur de football et formateur.
- Iñaki Goitia (1982) : joueur de football.
- Ander Alaña (1981) : joueur de football.
- Joseba del Olmo (1981) : joueur de football.
- Santiago Urkiaga (1958) : joueur de football.
- Omar Fraile (1990) : cycliste;
- Travieso (1900-1975), joueur de football international et entraîneur.

## Jumelages
- Diez de Octubre (Cuba), municipio de La Havane.
- Bucra (Sahara occidental), daïra de la wilaya de Laâyoune
- Ebebiyín (Guinée équatoriale)
- Torre del Campo (Espagne)
- Portoviejo (Équateur)

### Sources
- (es) Cet article est partiellement ou en totalité issu de l’article de Wikipédia en espagnol intitulé « Baracaldo » (voir la liste des auteurs).